# Кожестокрили
Кожестокрилите (Dermaptera), наричани също кожокрили, ухолазки или щипалки, са разред насекоми с непълно превръщане. Той включва над 1900 описани вида разпределени в 12 семейства.

## Класификация
Разред Кожестокрили
- Подразред Archidermaptera
  - Семейство Protodiplatyidae
- Подразред Arixenina
  - Семейство Arixeniidae
- Подразред Hemimerina
  - Семейство Hemimeridae
- Подразред Catadermaptera
  - Инфраразред Paradermaptera
    - Семейство Apachyidae

  - Инфраразред Protodermaptera
    - Надсемейство Pygidicranoidea
      - Семейство Pygidicranidae

    - Надсемейство Carciniphoroidea
      - Семейство Carciniphoridae
      - Семейство Labiduridae
- Подразред Eudermaptera
  - Семейство Forficulidae
  - Семейство Chelisochidae
  - Семейство Labiidae

## Разпространение и местообитание
Разпространени са в Америка, Африка, Евразия, Австралия и Нова Зеландия.